# Alice Arno
Alice Arno (eigentlich Marie-France Broquet, * 29. Juni 1946) ist eine französische Darstellerin in Erotikfilmen.

## Leben
Arno ist die Schwester der Schauspielerin Chantal Broquet und arbeitete zunächst als Model für Magazine wie Topfilm, Men und Pop. Von 1967 bis 1975 drehte sie etwa 40 Filme, die oftmals von der Eurociné oder der Produktionsgesellschaft von Robert De Nesle produziert wurden; darunter auch Material, das in wiederaufgeführte Filme eingeschnitten wurde. Mehrere Male arbeitete sie mit Claude Pierson und Jess Franco zusammen. Sie verließ die Filmbranche Mitte der 1970er Jahre und zog sich auf ein Anwesen in Südfrankreich zurück.

## Filmografie (Auswahl)
- 1967: Les poneyttes
- 1969: Das Gesicht im Dunkeln (A doppia faccia)
- 1972: Justine – Lustschreie hinter Klostermauern (Justine de Sade)
- 1972: Zorro – Spiel mir das Lied der Wollust (Les aventures galantes de Zorro)
- 1973: Entfesselte Begierde (La comtesse noire)
- 1973: Les filles du Golden Saloon
- 1974: L’arrière-train sifflera trois fois
- 1974: Convoy der Frauen (Convoi de femmes)
- 1974: Règlements de femmes à OQ Corral